# Ma Mère l'Oye
Ma Mère l'Oye - cinq pièces enfantines (Frans voor Mijn moeder de gans - vijf kinderstukken) is een reeks van vijf muziekstukken van de Franse componist Maurice Ravel voor piano quatre-mains (vierhandig). Het is gecomponeerd tussen 1908 en 1910 en voor het eerst uitgebracht in 1911. Ravel componeerde de serie voor de kinderen Jean en Mimie van zijn vrienden Ida en Cipa Godebski.

## Pianobewerking
In 1910 schreef Jacques Charlot een arrangement voor solopiano, met toestemming van Ravel.

## Delen
De delen hebben de namen van verschillende sprookjes.
Uit Sprookjes van Moeder de Gans van Charles Perrault:
1. Pavane de la Belle au bois dormant (Pavane van Doornroosje)
2. Petit Poucet (Klein Duimpje)
Uit  Serpentin vert van Marie-Catherine d'Aulnoy:
3. Laideronnette, Impératrice des pagodes (Laideronnette, Keizerin van de pagoden)
Uit Magasin des enfants van Jeanne-Marie Leprince de Beaumont:
4. Les entretiens de la Belle et de la Bête (Gesprek tussen de Schone en het Beest)
5. Le jardin féerique (De toverachtige tuin)

## Orkestbewerking
In 1911 schreef Ravel een arrangement voor orkest, een 'Suite de Concert'. Een jaar later zette hij dit om in een ballet - 'Suite de Ballet' waarbij hij het uitbreidde met twee delen en verbindende 'interludes' tussen alle delen. Als balletmuziek beleefde Ma Mère l'Oye zijn première op 29 januari 1912 in Parijs, onder leiding van Gabriel Grovlez.
De orkestrale balletversie van Ma Mère l'Oye bestaat uit:
- Prélude (voorspel)
- Danse du Rouet et scène (Dans van het spinnewiel en scène)
- Pavane de la Belle au bois dormant (Pavane van Doornroosje)
- Les entretiens de la Belle et de la Bête (Gesprek tussen de Schone en het Beest)
- Petit Poucet (Klein Duimpje)
- Laideronnette, Impératrice des Pagodes (Laideronnette, Keizerin van de pagoden)
- Le jardin féerique (De toverachtige tuin)

Sommige orkesten spelen alleen de orkestratie van de oorspronkelijke versie voor piano vierhandig. In andere uitvoeringen wordt soms de volgorde van de delen veranderd.
In totaal bestaan er dus drie door de componist zelf vervaardigde versies van Ma Mère l'Oye: een van vijf stukken voor piano vierhandig, een orkestratie van deze stukken ('Suite de Concert') en een ('Suite de Ballet') van met een aanvulling op de 'Suite de Concert'.

## Alternatieve uitvoeringen
- Orchestre Philharmonique Royal de Liège, onder leiding van Gergely Madaras (°1984), met live illustraties van Grégoire Pont (°1969) op 19 februari 2023 (balletversie).[1]